# Лукач, Симеон Михайлович
Симео́н Миха́йлович Лу́кач (укр. Симеон Михайлович Лукач, 7 июля 1893, Старуня, (ныне Богородчанская поселковая община, Ивано-Франковская область) — 28 августа 1964, Старуня) — блаженный Украинской грекокатолической церкви, епископ, мученик.

## Биография
Симеон Лукач родился в простой семье, проживавшей в селе Старуня, Австро-Венгрия. В 1913 году Симеон Лукач поступил в духовную семинарию, но из-за начала I Мировой войны был вынужден прервать своё обучение на два года. В 1919 году после окончания семинарии Симеон Лукач был рукоположён в священника епископом Григорием Хомишиным. C декабря 1920 по апрель 1945 года преподавал моральное богословие в грекокатолической семинарии. Был арестован НКВД за пастырскую деятельность и осуждён на десять лет лагерей. 11 февраля 1955 года был освобождён. После своего освобождения организовал на Украине подпольную пастырскую деятельность среди верующих Украинской грекокатолической церкви, за что в 1962 году был вновь арестован и осуждён вместе с другим подпольным грекокатолическим епископом Иваном Слезюком. В тюрьме Симеон Лукач заболел тяжёлой формой туберкулёза, что стало причиной его смерти 22 августа 1964 года.

## Прославление
27 июня 2001 года Симеон Лукач был причислен к лику блаженных Римским папой Иоанном Павлом II во время его посещения Украины.

## Источник
- Alan Butler, Paul Burns. Butler’s lives of the saints. Continuum International Publishing Group, 2005. стр. 80